# ميغيل نافارو
ميغيل نافارو (بالإسبانية: Miguel Navarro)‏ هو سباح بوليفي، ولد في 14 يناير 1982 في سانتا كروز دي لا سييرا في بوليفيا.

## وصلات خارجية
- ميغيل نافارو على موقع أوليمبيديا (الإنجليزية)